# Калбертсон (Небраска)
Калбертсон (енгл. Culbertson) град је у америчкој савезној држави Небраска.

## Демографија
По попису из 2010. године број становника је 595, што је 1 (0,2%) становника више него 2000. године.
| Група             | 2000.       | 2010.       |
| Белци             | 573 (96,5%) | 577 (97,0%) |
| Афроамериканци    | 1 (0,2%)    | 5 (0,8%)    |
| Азијати           | 0 (0,0%)    | 0 (0,0%)    |
| Хиспаноамериканци | 12 (2,0%)   | 9 (1,5%)    |
| Укупно            | 594         | 595         |